# Głos Nauczycielski
„Głos Nauczycielski” : Tygodnik Społeczno-Oświatowy – czasopismo wydawane od 1917 w Warszawie, początkowo jako miesięcznik i dwutygodnik, od 1926 jako tygodnik.
Założony jako organ Zrzeszenia Nauczycielskiego Polskiego Szkół Początkujących, a od roku 1980 jest organem Związku Nauczycielstwa Polskiego.
Publikuje materiały z zakresu oświaty i wychowania, spraw środowiska nauczycielskiego, a także działalności ZNP.
Średni nakład „Głosu Nauczycielskiego” przekracza 27 200 egzemplarzy.
W 2018 uhonorowana Odznaką Honorową za Zasługi dla Ochrony Praw Dziecka.